# Roger Caillois

Roger Caillois, 1962

Roger Caillois (* 3. März 1913 in Reims; † 21. Dezember 1978 in Paris) war ein französischer Soziologe, Literaturkritiker und Philosoph.

## Leben und Werk
Er stand zunächst dem Surrealismus nahe. Caillois war unter anderem mit Georges Bataille 1935 Mitbegründer der antifaschistischen Gruppe Contre-Attaque, 1937 Mitbegründer des Collège de Sociologie, dessen Aufgabe es sein sollte, eine „Soziologie des Heiligen“ zu entwickeln. Die Begegnung mit der Argentinierin Victoria Ocampo bewog ihn, 1939 Frankreich zu verlassen. Während des gesamten Zweiten Weltkrieges hielt er sich in Argentinien auf, wo er den Widerstand gegen das Nazi-Regime unter anderem mit der Gründung der Zeitschrift Lettres françaises (1941) fortsetzte und daneben auch das Institut français de Buenos Aires gründete. Ab 1971 war Caillois Mitglied der Académie française.
Er beschäftigte sich unter anderem mit der Parallelität zwischen mineralogischen Formen und den Ausdrucksformen der menschlichen Vorstellungen. In Le Mythe et l'homme befasste er sich auch mit dem Phänomen des „mimétisme“, den für die Dialektik der Aufklärung von Max Horkheimer und Theodor W. Adorno grundlegenden Begriff der Mimesis. Für Caillois steht er für die dem Lebendigen innewohnende Tendenz zur Regression ins Anorganische.
Zudem hat er sechs fundamentale Eigenschaften eines Spiels definiert:
1. Freiwillige Zusammenkunft der Spieler
2. Spielen ist unproduktiv
3. Räumlich und zeitlich begrenztes „Ereignis“
4. Durch Regelwerk festgelegter Ablauf
5. Man lebt während des Spiels in einer fiktiven Wirklichkeit
6. Offener Ablauf und ungewisses Ende.

Caillois unterteilte 1958 in Les jeux et les hommes Spiele in vier Grundkomponenten, von denen bei vielen Spielen mehrere davon vorkommen:
- agon (Wettkampf)
- alea (Zufall)
- illinx (Rausch)
- mimikry (Maskierung).

Diese wiederum bestehen in unterschiedlichem Anteil aus den Komponenten paidia, der ursprünglichen Tendenz zu Freude und Improvisation, sowie ludus, der künstlich aufgebauten Erschwernisse und Reglementierungen des Spiels.

## Veröffentlichungen
- Le Mythe et l'homme. Gallimard, Paris 1938
- L'Homme et le Sacré. Leroux, Paris 1939 (Mythes et religions 3)
- Puissances du Roman. Sagittaire, Marseille 1942
- Espace américain. Paul Morihien, Paris 1948
- „Natura pictrix“ (1959). Übers. Peter Geble. In: Emmanuel Alloa (Hrsg.): Bildtheorien aus Frankreich. Eine Anthologie. Fink, Paderborn 2011, ISBN 978-3-7705-5014-2, S. 103–117.
- Pontius Pilatus. Ein Bericht. Übers. Gerhard Vorkamp. Langen-Müller, München 1963; wieder Gatza, Berlin 1993 ISBN 3-928262-13-0
- Übers. Sigrid von Massenbach: Die Spiele und die Menschen: Maske und Rausch. Langen-Müller, München 1966 (TB: Ullstein, Frankfurt 1982)
  - Neu-Übers., Nachw. Peter Geble: Die Spiele und die Menschen. Matthes & Seitz, Berlin 2017 ISBN 978-3-95757-339-1
- als Hrsg. mit G. E. von Grunebaum: The Dream and Human Societies. Berkeley / Los Angeles 1966
- Ars Poetica. Übers. Anneliese Botond. Kösel, München 1968
- Le Fleuve Alphée. Gallimard, Paris 1978, ISBN 2-07-072544-8 (Autobiographie)
- Hector Bianciotti, Jean-Paul Enthoven: Gespräch mit Roger Caillois 1978. Sinn und Form 3, 2010, S. 300–308[3]
- La nécessité d'esprit. Gallimard, Paris 1981 (Text geschrieben von 1933 bis 1935, jedoch erst 1981 veröffentlicht)
- Steine. Übers. Gerd Henniger. Hanser, München 1983 ISBN 978-3-446-13647-2
- Der Krake. Versuch über die Logik des Imaginativen. Übers. Brigitte Weidmann. Hanser, München 1986 ISBN 978-3-446-14177-3
- Der Mensch und das Heilige. Durch 3 Anhänge über den Sexus, das Spiel und den Krieg in ihren Beziehungen zum Heiligen erweiterte Ausgabe. Übers. Brigitte Weidmann. Nachw. Peter Geble. Hanser, München 1988 ISBN 3-446-14624-5
- Die Schrift der Steine. Übers., Nachw. Rainer G. Schmidt, Literaturverlag Droschl, Graz 2004 ISBN 978-3-85420-653-8
- Meduse & Cie. Übers. Peter Geble, Brinkmann & Bose, Berlin 2007 ISBN 3-922660-89-4
- Dissymmetrie. Übers. Peter Geble. Nachw. Wolfgang Schäffner. Brinkmann & Bose, Berlin 2015 ISBN 978-3-940048-14-1
- Patagonien und weitere Streifzüge. Übers. Rainer G. Schmidt. Literaturverlag Droschl, Graz 2016 ISBN 978-3-85420-974-4
- Der Fluss Alpheios. Übers. Rainer G. Schmidt, Hrsg. v. Anne von der Heiden, Sarah Kolb. Brinkmann & Bose, Berlin 2016 ISBN 978-3-940048-28-8
- Der Mythos und der Mensch. Übers. und mit einem Nachwort von Peter Geble, Hrsg. v. Anne von der Heiden, Sarah Kolb. August Verlag, Berlin 2023 ISBN 978-3-7518-9006-9
- Leitfaden durch das 15. Arrondissement für Phantome. Übers. von Peter Geble. Brinkmann & Bose, Berlin 2024 ISBN 978-3-940048-46-2

## Notizen
1. ↑  Stefan Breuer: Kritische Theorie. Mohr Siebeck, Tübingen 2016, S. 42 f.
2. ↑  Roger Caillois: Die Spiele und die Menschen – Maske und Rausch. Matthes & Seitz, Berlin.
3. ↑  Das Gespräch fand am 28. November 1978 statt, wenige Wochen vor Caillois' Tod, und erschien am 30. Dezember 1978 im Nouvel Observateur

| Personendaten    | Personendaten                              |
| ---------------- | ------------------------------------------ |
| NAME             | Caillois, Roger                            |
| KURZBESCHREIBUNG | französischer Schriftsteller und Philosoph |
| GEBURTSDATUM     | 3. März 1913                               |
| GEBURTSORT       | Reims                                      |
| STERBEDATUM      | 21. Dezember 1978                          |
| STERBEORT        | Paris                                      |